# Joseph Meister
Joseph Meister (París, Francia, 21 de febrero de 1876 - Ibídem, 16 de junio de 1940) fue la primera persona en ser vacunada contra la rabia por Louis Pasteur, y la primera persona en resistir con éxito a la infección.

## Vida y hechos relevantes
En 1885, a los nueve años de edad, Meister fue mordido por un perro con rabia, de camino a la escuela de Meissengott (actualmente Maisonsgoutte), tras haberlo provocado con un palo. Pasteur decidió tratar al niño con un virus de la rabia estudiado en conejos y debilitado posteriormente. Este método había sido tratado tiempo atrás en perros. El tratamiento fue todo un éxito, el cual duró 10 días con inyecciones diarias, gracias a las cuales el niño no desarrolló la enfermedad. La fama de esta primera vacunación permitió poner en marcha la creación del Instituto Pasteur.
Siendo adulto, Meister sirvió como vigilante en el Instituto Pasteur hasta su muerte en 1940, a los 64 años. Según una versión apócrifa, en 1940, durante la ocupación alemana, se resistió a la entrada de los hombres de la Wehrmacht en la cripta de Pasteur. No pudo impedir la entrada, por lo que se marchó a su casa y se suicidó. Sin embargo, el doctor Georges Cohen, que vivía en el mismo edificio de apartamentos en París que el hijo de Meister, relató que Joseph Meister se suicidó por el desaliento surgido ante la invasión alemana; el suicidio no estaba relacionado con la cripta funeraria de Pasteur.
Aunque popular y a menudo repetida, la versión de su suicidio indicando que decidió suicidarse antes que permitir que la Wehrmacht entrara en la cripta de los Pasteur  no es sostenible.  En su lugar, un artículo de revista contemporánea, así como el testimonio de la nieta de Meister indican que se sintió abrumado por la culpa de haber enviado a su familia lejos, pensando que había dado lugar a su muerte. En una trágica ironía, en realidad regresaron el mismo día en que se quitó la vida.